# Cast Away
Cast Away är en amerikansk dramafilm från 2000, regisserad av Robert Zemeckis efter manus av William Broyles Jr.

## Handling
Chuck Noland, en tidsbesatt systemingenjör spelad av Tom Hanks, är den enda överlevande efter en flygkrasch i Stilla havet. Han kämpar för att överleva på en öde ö med sin låtsaskompis Wilson som är en trasig volleyboll med ett ritat ansikte på.

## Fedex
Företaget FedEx som Noland jobbar för  tillhandahöll anläggningar, fordon och flygplan till inspelningen mot att deras varumärke fick synas i filmen.

## Rollista
| Tom Hanks      | – Chuck Noland       |
| Helen Hunt     | – Kelly Frears       |
| Nick Searcy    | – Stan               |
| Jenifer Lewis  | – Becca Twig         |
| Chris Noth     | – Jerry Lovett       |
| Lari White     | – Bettina Peterson   |
| Vince Martin   | – Albert ”Al” Miller |
| Geoffrey Blake | – Maynard Graham     |